# Carlo Purassanta
Carlo Purassanta, né le 5 juillet 1971 à Milan, est un dirigeant d'entreprise italien, président de Microsoft France depuis le 6 septembre 2017.

## Biographie

### Études
Carlo Purassanta sort diplômé de École polytechnique de Milan en 1996 et obtient un MBA à la Henley Business School,.

### Carrière
Carlo Purassanta travaille 15 ans chez IBM où il exerce différentes fonctions dont celles de responsable commercial, responsable du service Networking, Infrastructure Access Services Executive pour l'Europe du Sud-Ouest, et Business Development Executive,.
En 2011, il rejoint Microsoft France au poste de directeur de l'entité services. En 2013, Carlo Purassanta est nommé à la présidence de Microsoft Italie,. À ce poste, il initie plusieurs projets visant à promouvoir l'entrepreneuriat tech : RestartEurope (think tank lié au Digital Agenda for Europe), Digital to Grow (formations à l'entrepreneuriat digital en Italie), et GrowItUp (plateforme d'innovation développée en partenariat avec la Fondation Cariplo).

### Président Microsoft France
Le 6 septembre 2017, Carlo Purassanta est nommé à la présidence de Microsoft France,. Son mandat se caractérise par le développement de l'intelligence artificielle comme nouveau vecteur d'inclusion professionnelle, et la proactivité de Microsoft dans la transformation numérique et socioprofessionnelle en France,,.
En mars 2018, Carlo Purassanta inaugure l'École IA Microsoft, une formation ouverte aux décrocheurs scolaires et aux personnes éloignées de l'emploi, en partenariat avec Simplon.co. 10 Écoles AI Microsoft ont été lancées depuis septembre 2018.
En septembre 2018, Carlo Purassanta signe avec l'association JamaisSansElles une charte engageant les employés de Microsoft France à ne pas participer à une manifestation publique ou un événement médiatique sans la présence d'au moins une femme parmi les intervenants. L'année suivante, il signe la Charte de L'Autre Cercle pour promouvoir la diversité et l'inclusion LGBT+ sur le lieu de travail.

## Autres rôles
- Membre de Confindustria Digitale (Fédération industrielle italienne pour la promotion du développement de l'économie numérique)[4]
- Membre de l'école de commerce de Polytechnique Milan[4]
- Membre du conseil d'administration de Diesel[14]
- Membre du Strategic Board de la Business School de Milan[4]

## Récompenses
- Nommé pour le « Prix des 100 jours » Challenges, EIM, KPMG[15]

### Pages liées
- Microsoft